# Гресија (Бузау)
Гресија (рум. Gresia) насеље је у Румунији у округу Бузау у општини Бозиору. Oпштина се налази на надморској висини од 331 m.

## Становништво
Према подацима из 2002. године у насељу је живело 8 становника, од којих су сви румунске националности.